# بوهدان سيمينيتس
بوهدان سيمينيتس (بالأوكرانية: Семенець Богдан Іванович)‏ هو لاعب كرة قدم أوكراني في مركز الهجوم، ولد في 27 نوفمبر 1990 في ترنوبل في أوكرانيا. لعب مع نيفا ترنوبل.

## وصلات خارجية
- بوهدان سيمينيتس على موقع اتحاد أوكرانيا (الإنجليزية)
- بوهدان سيمينيتس على موقع قاعدة بيانات كرة القدم.إي يو (الإنجليزية)
- بوهدان سيمينيتس على موقع Soccerway.com (الإنجليزية)